# Меркушев, Валерий Аполлинарьевич
 Меркушев Валерий Аполлинарьевич  (1876—после 1924) — российский военный врач, участник Русско-японской войны, младший судовой врач канонерской лодки «Кореец», участник боя у Чемульпо, Георгиевский кавалер. Участник Первой мировой войны, коллежский советник, старший врач 1-го Балтийского флотского экипажа.

## Биография
Меркушев Валерий Аполлинарьевич родился 7 декабря 1876 года в Тобольске. Мать Валерия работала учительницей. После окончания гимназии поступил в Императорскую Военно-медицинскую академию, которую окончил 10 ноября 1901 года со званием лекаря. В 1903 году был младшим судовым врачом военного транспорта Сибирской военной флотилии «Якут», который в навигацию осуществлял охрану рыбных и охотничьих промыслов. В октябре 1903 года был переведён младшим судовым врачом на канонерскую лодку «Кореец».

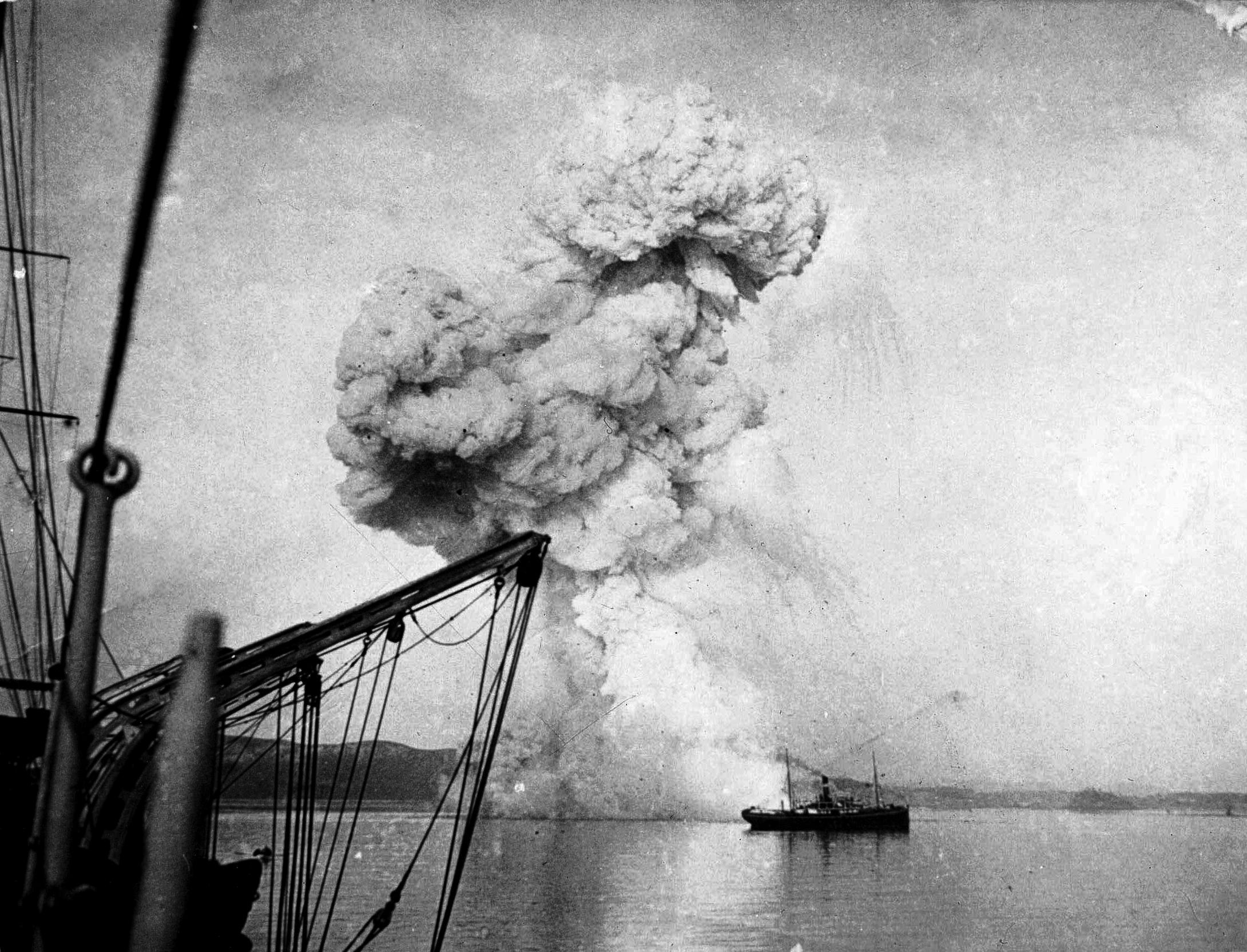
Подрыв «Корейца». 1904 г.

В самом начале Русско-японской войны 1904—1905 годов крейсер 1-го ранга «Варяг» и канонерская лодка «Кореец» находились в нейтральном корейском порту Чемульпо. 27 января (9 февраля) 1904 года они приняли неравный бой у Чемульпо с кораблями японской эскадры. Весь экипаж крейсера проявил храбрость и самоотверженность во время боя, в том числе и лекарь Меркушев, который находился в лазарете и оказывал помощь раненным. Чтобы не допустить захвата корабля японцами, после боя «Кореец» был взорван на рейде Чемульпо. Экипаж был принят на борт французского крейсера «Паскаль» и доставлен в Сайгон. Вскоре экипаж вернулся в Россию.
За отличие в бою с японской эскадрой 23 февраля 1904 года высочайшим приказом мичман Бойсман был награждён орденом Святого Станислава 3-й степени с мечами, а 16 апреля 1904 года — орденом Святого Георгия 4-й степени за бой «Варяга» и «Корейца» с эскадрой адмирала Уриу.
25 ноября 1904 года произведён в чин коллежского асессора. В 1908 году служил врачом канонерской лодки «Сивуч II», которая с 1910 года находилась в составе 2-й минной дивизии базирующейся на Свеаборге. В 1911 году переведён на канонерскую лодку «Хивинец». 9 июня 1914 года получил чин коллежского советника и назначен старшим врачом 1-го Балтийского флотского экипажа. Участник Первой мировой войны. Служил судовым врачом линейного корабля «Андрей Первозванный», а затем флагманским врачом 2-й бригады линкоров.
После Октябрьской революции служил в Белых войсках Северного фронта, с июня 1919 года был главным врачом госпитального судна «Меркурий», а затем с октября 1919 по март 1920 года врачом штаба 3-й Северной стрелковой бригады и старшим врач Железнодорожного района. На 1924 год был заведующим приёмным покоем Управления по обеспечению безопасности кораблевождения при Санитбалте. Эмигрировал из России.

## Награды
Коллежский советник Валерий Аполлинарьевич Меркушев был награждён орденами и медалями Российской империи:
- орден Святого Станислава 3 степени с мечами (23.02.1904);
- орден Святого Георгия 4 степени (16.04.1904);
- орден Святой Анны 3 степени (06.12.1908);
- орден Святого Станислава 2 степени (14.04.1913).
- орден Святой Анны 2 степени с мечами (18.01.1916);
- Серебряная медаль «За бой „Варяга“ и „Корейца“» (1906);
- Серебряная медаль «В память русско-японской войны» (1907);
- Светло-бронзовая медаль «В память 300-летия царствования дома Романовых» (1913);
- Светло-бронзовая медаль «В память 200-летия морского сражения при Гангуте» (1915).

Иностранные:
- орден Князя Даниила I, командор (1911, Черногория)